# West-Duits voetbalkampioenschap 1906/07
In 1906/07 werd het vijfde voetbalkampioenschap gespeeld dat georganiseerd werd door de West-Duitse voetbalbond.
Omdat er meerdere clubs deelnamen aan de eindronde, werd deze niet meer in groepsfase gespeeld, maar met rechtstreekse uitschakeling. FC Teutonia Osnabrück, de kampioen van Ravensberg-Lippe, had zich te laat ingeschreven en mocht niet meer deelnemen. BV Solingen 98 was pas derde in het kampioenschap van Berg. Waarom niet de kampioen of vicekampioen deelnam is tot op heden niet meer bekend. Düsseldorfer FC 1899 werd kampioen en plaatste zich voor de eindronde om de Duitse landstitel. De club verloor in de kwartfinale van FC Victoria Hamburg.

## Deelnemers aan de eindronde
| Club                 | Gekwalificeerd als         |
| -------------------- | -------------------------- |
| BV Solingen 98       | Vertegenwoordiger van Berg |
| Casseler FV 1895     | Kampioen van Hessen        |
| BV 04 Dortmund       | Kampioen van Mark          |
| Düsseldorfer FC 1899 | Kampioen van Noordrijn     |
| Duisburger SpV       | Kampioen van Ruhr          |
| Cölner FC 1899       | Kampioen van Zuidrijn      |

## Finale
| Team 1               | Uitslag | Team 2         |
| -------------------- | ------- | -------------- |
| Düsseldorfer FC 1899 | 5:1     | BV 04 Dortmund |
| Cölner FC 1899       | 2:0     | Duisburger SpV |
| Casseler FV          | 4:3     | BV Solingen    |

## Halve Finale
| Team 1               | Uitslag | Team 2         |
| -------------------- | ------- | -------------- |
| Düsseldorfer FC 1899 | 3:1     | Cölner FC 1899 |

Casseler FV had een bye.

## Finale
| Team 1               | Uitslag | Team 2      |
| -------------------- | ------- | ----------- |
| Düsseldorfer FC 1899 | 7:0     | Casseler FV |